# Joachim Sauer
Joachim Sauer (* 19. duben 1949, Hosena NDR) je německý kvantový chemik, profesor na Humboldtově univerzitě v Berlíně. Je manželem bývalé spolkové kancléřky Německa Angely Merkelové.

## Život
V letech 1967 až 1972 studoval chemii na Humboldtově univerzitě v Berlíně, kde získal roku 1974 doktorát. Od roku 1993 je řádným profesorem fyzikální i teoretické chemie na této univerzitě.

### Osobní život
Ze svého prvního manželství má dva syny, Daniela a Adriana. 30. prosince 1998 se oženil s Angelou Merkelovou. Vzhledem k politické kariéře své manželky získal mnohem více veřejné publicity než je pro vědce obvyklé. Při několika příležitostech se vyjádřil, že tuto publicitu nevyhledává.
Je velký milovník hudby Richarda Wagnera.